# Nicolas Gessner
Nicolas Gessner (Budapest, 17 agosto 1931 – Caen, 22 agosto 2023) è stato un regista e sceneggiatore ungherese.

## Filmografia

### Regista e sceneggiatore
- Allarme in cinque banche (Un milliard dans un billard) (1965)
- La bionda di Pechino (La blonde de Pékin) (1967)
- Una su 13 (12 + 1) (1969)
- Qualcuno dietro la porta (Quelqu'un derrière la porte) (1971)
- Le tueur triste (1984) - TV
- Intrigues (1985) - serie TV
- Più veloce della luce (Quicker Than the Eye) (1990)
- Spaceship Earth (1997) - serie TV

### Regista
- Der Gefangene der Botschaft, (1964) - TV
- Quella strana ragazza che abita in fondo al viale (The Little Girl Who Lives Down the Lane) (1976)
- It Rained All Night the Day I Left (1980)
- Herr Herr (1982) - TV
- Das andere Leben (1987) - TV
- Tennessee Nights (1989)
- Le château des oliviers (1993) - miniserie TV
- Chêques en boîte (1994) - TV

### Sceneggiatore
- Fortress of Peace, regia di John Fernhout (1965)